# كأس كازاخستان 1994
كأس كازاخستان 1994 (بالروسية: Кубок Казахстана по футболу 1994)‏ هو الموسم 3 من كأس كازاخستان. أقيم خلال الفترة 31 مايو 1994 وحتى 7 نوفمبر 1994، وأشرف على تنظيمه اتحاد كازاخستان لكرة القدم، وكان عدد الأندية المشاركة فيه 29، وفاز فيه نادي فوستوك.